# Neolimonia borinquensis
Neolimonia borinquensis är en tvåvingeart som först beskrevs av Alexander 1950.  Neolimonia borinquensis ingår i släktet Neolimonia och familjen småharkrankar.
Artens utbredningsområde är Puerto Rico. Inga underarter finns listade i Catalogue of Life.